# Lucas Paz
Lucas Freitas Peixoto Paz, mais conhecido como Lucas Paz (Fortaleza, Ceará, 23 de fevereiro de 1989), é um diretor, produtor e ator brasileiro de cinema e teatro. radicado nos EUA e com atuação reconhecida no circuito independente de arte. Em sua filmografia, se destacam as obras Erase me (2023), Under Water: Dive Deep, Match (2016), Faithful (2017) e Um Toque de Aurora (2019), que circularam em festivais internacionais de cinema.

## Biografia
Paz possui mais de 100 trabalhos realizados e mais de 20 prêmios ao redor do mundo. Fez Mestrado em Cinema pela New York Film Academy e Bacharelado em Direção Teatral pela Universidade de São Paulo (USP). Ao longo de seus 25 anos de carreira, obteve reconhecimento de seu trabalho com comendas do Estado da Califórnia e da cidade de Los Angeles por sua contribuição às artes.
Paz é autor dos livros Vestes de Quê: Vazão a Poemas Presos (2013), A performance em espaços públicos a partir do mínimo gesto ou da ação simples (2017), do artigo Why Shorts? Enough of Shorts or Shorts are Enough? (2019) e é Membro da Academia Limoeirense de Letras. Ele dirigiu o espetáculo de dança-teatro em piscinas Moacir: Filhos da Dor, 2012 destacado pelo Governo de São Paulo, foi professor universitário e diretor artístico de Ópera na Azusa Pacific University e professor do primeiro curso de cinema promovido pelo Porto Iracema das Artes e pela secretaria de Cultura do Crato nesta mesma cidade
Paz foi curador do 10th Los Angeles Brazilian Film Festival; lançou em Fortaleza sua exibição em artes visuais Marés, reunindo 98 quadros, fotos e esculturas de sua autoria; exibiu alguns de seus quadros e fez a performance ao vivo “You are indispensable” no 1º Made in Brazil Art Show no Consulado Brasileiro em Los Angeles; foi um dos convidados do 29º Festival Ibero Americano Cine Ceará, quando fez análise sobre o cinema contemporâneo cearense, e estreou seu primeiro trabalho como diretor do filme Under Water: Dive Deep na plataforma da Amazon Prime Vídeo da Alemanha
Lucas Paz trabalhou com José Celso Martinez Corrêa, Tó Araújo, Ilotopie, Snoop Dogg, Daniel Baldwin, Pepe Serna, The Offspring, Avenged Sevenfold, Robyn, Tyga, Halder Gomes, Edmilson Filho, Thalma de Freitas, André Mattos, Daniela Escobar, Al Danuzio, Thaila Ayala, Danni Suzuki, Erika Harrsch, Herakut, Wankelmut entre outros.
Paz explora a relação entre o enquadramento do cineasta como gatilho de experiências e a percepção do espectador como agente. Seu trabalho aborda grupos sociais marginalizados, através de ficção e documentário. Ele também pesquisa a performance como linguagem a ser explorada em espaços públicos e como elemento teatral na cena contemporânea.

## Carreira
Aos cinco anos, Lucas Paz já fazia parte de um grupo de teatro, o “Alumiar Cenas e Cirandas”, onde sua paixão pelas artes cênicas foi despertada. Lá, ele permaneceu por onze anos.. Seu primeiro prêmio de ator destaque foi em 1998 no Festival de Teatro Estudantil de Fortaleza (Brasil) pela peça Crianças do Sol onde ganhou como Melhor Ator Apresentou-se para multidões de trezentas a mil pessoas em Fortaleza - no Ibeu Aldeota, no Centro Cultural Dragão do Mar, no SESI, no Theatro José de Alencar, no SESC Iparana, na praça José de Alencar, no Centro Cultural BNB, no Estoril.
Em seguida, veio a profissionalização através da mais tradicional escola técnica de atuação do estado, a CAD-UFC, e Paz se formou bacharel em Direção Teatral pela USP. Ainda na graduação, abre sua própria produtora, a (PRE)FORMA-SE Produções Artísticas, e dirige trabalhos apresentados em diversas regiões do país, América Latina e Europa.
Em 2012, publicou através da FAPESP “A Performance em Espaços Públicos a Partir do Mínimo Gesto ou da Ação Simples”, um estudo acadêmico sobre a linguagem performática. Neste mesmo ano, Paz dirigiu o espetáculo de dança-teatro na água Moacir: Filhos da Dor, inspirado na obra Iracema, de José de Alencar como projeto de formatura em Direção Teatral, sob orientação dos professores Antonio Araújo e Maria Helena Bastos, do Departamento de Artes Cênicas (CAC) e trouxe para um ambiente não comum - as piscinas do Centro de Práticas Esportivas da USP (CEPEUSP) - a experiência da dança e do teatro. Em 2013, realizou a intervenção artística Enraizados em prol das manifestações no Parque do Cocó.
Em 2016, o curta-metragem “Under Water: Dive Deep”, dirigido por Paz, foi selecionado para 9ª edição do Los Angeles Brazilian Film Festival. Neste mesmo festival, Lucas Paz competiu como produtor do curta “Match”, de Diana Chao, e como primeiro assistente de câmera do curta “Red Souls”, de Aditya J. Patwardhan. O curta “Under Water: Dive Deep” ganhou prêmios de Melhor Fotografia Mostra Offcine 2018 (Brasil), Melhor Curta Glendale International Film Festival 2017 (EUA), Melhor Curta Audience Awards 1st Runner Up Directors Circle Festival of Shorts 2017 (EUA) e, em 2017, Paz foi laureado com certificado de reconhecimento de obra pela Assembleia de Legislatura do Estado da California por “Under Water: Dive Deep”. Neste mesmo ano, Paz produziu o filme Happy Anniversary em colaboração com o diretor chinês Muqing Li em primeira iniciativa da inauguração da Alibaba Pictures nos EUA. O Estúdio promoveu  o concurso Small Film Big Heart em que o filme produzido por Lucas foi analisado por um júri composto por Steven Spielberg, Billy Zane entre outros Logo após o LABRFF, o cineasta se prepara para lançar “Erase Me” com Thalma de Freitas, João Damasceno, André Engracia Mello, Eduardo Galvão e Daniela Escobar sobre uma transgênero em busca de seu pai desaparecido.
Em 2019, Um Toque de Aurora (também conhecido como When Red is White), filme produzido por Lucas Paz, foi exibido na Mostra SESC de Cinema e premiado como melhor roteiro e melhor montagem na Mostra Offcine 2019 em Varginha, MG. Um Toque de Aurora ainda ganhou melhor curta narrativo, melhor ator e menção honrosa para a categoria drama e direção, no Festigious International Film Festival, e melhor filme de romance no Top Shorts Film Festival.
Atualmente, o diretor trabalha na finalização do roteiro de seu primeiro longa metragem de ficção científica “No meio do caminho: uma pedra” e o lançamento de mais quatro de seus curtas metragens através da Amazon Prime Video: “Erase Me, Um Toque de Aurora, “Faithful” e “Sick Day”.

## Filmografia
| Ano  | Filme/obra audiovisual              | Creditado como | Creditado como | Creditado como | Creditado como | Creditado como | Creditado como                                      |
| Ano  | Filme/obra audiovisual              | Direção        | Produção       | Roteiro        | Atuação        | Som            | Notas                                               |
| ---- | ----------------------------------- | -------------- | -------------- | -------------- | -------------- | -------------- | --------------------------------------------------- |
| 2014 | Concrete River                      | Não            | Não            | Não            | Não            |                | Curta-metragem de ficção                            |
| 2015 | Nazamérica                          |                |                |                |                | Não            | Série de TV exibida pelo Canal Brasil               |
| 2015 | Love, Shoes & Death                 | Não            | Não            |                |                |                | Curta-metragem de ficção                            |
| 2015 | Sigh                                | Não            | Não            | Não            |                |                | Curta-metragem de ficção                            |
| 2016 | Match                               |                | Não            |                |                |                | Curta-metragem de ficção                            |
| 2016 | Summer Christmas                    |                |                |                |                | Não            | Curta-metragem de ficção                            |
| 2016 | Julia                               |                | Não            |                |                |                | Curta-metragem de ficção                            |
| 2016 | Duplicitous                         | Não            |                |                |                |                | Curta-metragem de ficção                            |
| 2017 | Woven                               | Não            | Não            | Não            |                |                | Videoarte                                           |
| 2017 | Lotone                              |                | Não            |                |                |                | Curta-metragem de ficção                            |
| 2017 | Faithful                            |                | Não            |                |                |                | Curta-metragem de ficção                            |
| 2017 | Happy Anniversary                   |                | Não            |                |                |                | Curta-metragem de ficção                            |
| 2017 | Wake                                |                | Não            |                |                |                | Curta-metragem de ficção                            |
| 2018 | Los Angeles                         | Não            | Não            | Não            |                |                | Videoclipe musical                                  |
| 2018 | Um Toque de Aurora                  |                | Não            |                |                |                | Curta-metragem de ficção                            |
| 2018 | Parque Avenue: Conquer              |                | Não            |                |                |                | Comercial de TV                                     |
| 2019 | Under Water: Dive Deep              | Não            | Não            | Não            | Não            |                | Curta-metragem de ficção                            |
| 2020 | Embrace                             | Não            | Não            | Não            | Não            |                |                                                     |
| 2021 | We Never Have Sex Anymore           |                |                |                | Não            |                | Videoclipe da banda estadunidense The Offspring     |
| 2021 | Sick Day                            |                | Não            |                |                |                | Curta-metragem de ficção                            |
| 2022 | Reasonable Doubt                    |                |                |                | Não            |                | Série de TV (03 episódios)                          |
| 2022 | Super Pumped                        |                |                |                | Não            |                | Série de TV (04 episódios)                          |
| 2022 | Purple Hearts                       |                |                |                | Não            |                | Série de TV (01 episódio)                           |
| 2021 | Scream: The True Story              |                | Não            |                |                |                | Série de TV exibida pelo canal Discovery Plus       |
| 2023 | Erase me                            | Não            | Não            | Não            |                |                | Curta-metragem de ficção                            |
| 2023 | Quem é teu baby?                    | Não            | Não            | Não            |                |                | Videoclipe musical                                  |
| 2024 | Tangent                             | Não            | Não            |                |                |                | Série de TV (em desenvolvimento)                    |
| 2024 | Casarão, tuas paredes: nossa cidade | Não            |                | Não            |                |                | Longa-metragem de documentário (em desenvolvimento) |
| 2024 | No meio do caminho, uma pedra       | Não            |                | Não            |                |                | Longa-metragem de ficção (em desenvolvimento)       |